# Elizabeth Allen (attrice)
Elizabeth Allen, nata Elizabeth Ellen Gillease (Jersey City, 25 gennaio 1929 – Fishkill, 19 settembre 2006), è stata un'attrice statunitense.

## Biografia
Elizabeth Allen iniziò la sua carriera come modella per l'agenzia Ford per poi, negli anni cinquanta, diventare un'attrice televisiva, il cui ruolo maggiormente conosciuto è quello interpretato nella serie Ai confini della realtà.
Nel 1963 recitò accanto a John Wayne, Dorothy Lamour e Lee Marvin ne I tre della Croce del Sud di John Ford e quindi con Charlton Heston e Yvette Mimieux ne Il dominatore (1963), e con James Stewart ne Il grande sentiero (1964).
Vinse un Laurel Award nel 1963 come miglior attrice promettente dell'anno.
Recitò in parecchi spettacoli e musical a Broadway (The Gay Life, Do I Hear a Waltz?, Show Boat, South Pacific e 42nd Street) e si ritirò dalle scene nel 1996.
Fu sposata per un breve periodo col barone Karl von Vietinghoff-Scheel, da cui divorziò.
Elizabeth Allen è morta all'età di 77 anni il 19 settembre 2006 a New York.

## Filmografia parziale

### Cinema
- Dalla terrazza (From the Terrace), regia di Mark Robson (1960)
- Il dominatore (Diamond Head), regia di Guy Green (1963)
- I tre della Croce del Sud (Donovan's Reef), regia di John Ford (1963)
- Il grande sentiero (Cheyenne Autumn), regia di John Ford (1964)
- Il caso Carey (The Carey Treatment), regia di Blake Edwards (1972)

### Televisione
- Scacco matto (Checkmate) – serie TV, episodio 1x12 (1960)
- Ai confini della realtà (The Twilight Zone) – serie TV, episodi 1x34 (1960)
- Thriller – serie TV, episodi 1x16-1x37 (1961)
- Indirizzo permanente (77 Sunset Strip) – serie TV, episodio 4x02 (1961)
- Fred Astaire (Alcoa Premiere) – serie TV, episodio 1x02 (1961)
- Ben Casey – serie TV, episodio 2x21 (1963)
- La legge di Burke (Burke's Law) – serie TV, episodi 1x01-1x17 (1963-1964)
- L'ora di Hitchcock (The Alfred Hitchcock Hour) – serie TV, episodio 1x15 (1963)
- Il reporter (The Reporter) – serie TV, episodio 1x12 (1964)
- Slattery's People – serie TV, episodio 1x01 (1964)
- Ai confini dell'Arizona (The High Chaparral) – serie TV, episodio 2x18 (1969)
- Giovani avvocati (The Young Lawyers) – serie TV, episodio 1x23 (1971)

## Doppiatrici italiane
- Rosetta Calavetta in Il dominatore, I tre della Croce del Sud
- Benita Martini in Ai confini della realtà